# Agrilus gianassoi
Agrilus gianassoi é uma espécie de inseto do género Agrilus, família Buprestidae, ordem Coleoptera.
Foi descrita cientificamente por Magnani & Niehuis, 1994.